# Krzysztof Kotowski
Krzysztof Kotowski (ur. 8 sierpnia 1966 w Warszawie) – polski pisarz, poeta, scenarzysta, dziennikarz telewizyjny i radiowy. Z wykształcenia psycholog. Członek Stowarzyszenia Pisarzy Polskich.

## Życiorys
Pracował jako prowadzący i DJ w Radiu „Solidarność”, Eska, Radiu Zet. W latach 90. XX w. był wydawcą, producentem i prowadzącym w TVP, między innymi takich programów jak „Kawa czy herbata?”, „Żyć bezpieczniej”, „Rhytmiks”. Od 2003 poświęcił się wyłącznie pisarstwu.
Jest autorem książek sensacyjnych i thrillerów z pogranicza polityki, psychologii i fantastyki. Wydał powieści political fiction: Zygzak (Wydawnictwo REBIS, 2003), Marika (Wydawnictwo Świat Książki – Bertelsmann, 2005), thriller z elementami science fiction Japońskie cięcie (2004), sensacyjno-psychologiczny Serwal (2006). W 2008 powstał Kapłan (wyd. luty 2008) – próba połączenia tzw. hipotetycznego science fiction ze współczesną prozą sensacyjną. Na początku 2009 autor wydał Obławę – powieść odwołującą się do czasów rządów Lecha i Jarosława Kaczyńskich w Polsce. W październiku 2009 została opublikowana Niepamięć, w której pisarz podejmuje temat relatywizmu w myśleniu na temat okrucieństwa, zabijania, „dobrych” lub „złych” śmierci, a także egzystencjalnych lęków, poczucia sensu i codziennych motywacji bądź ich braku. 21 kwietnia 2010 miała premierę Modlitwa do Boga Złego, będąca kontynuacją Kapłana. Dwa lata później ukazała się ostatnia część tej serii: Czas czarnych luster. W 2011 Prószyński Media wydał dramat sensacyjny Krew na Placu Lalek, a w październiku 2013 – kolejny dramat kryminalny Święto świateł. W 2015 Wydawnictwo Czarne wydało Cel za horyzontem – wspólnie z pułkownikiem Karolem Soyką opisane przeżycia snajpera jednostki specjalnej GROM w Iraku, na Haiti i Afganistanie. W czerwcu 2017 nakładem tego samego wydawnictwa ukazała się kontynuacja tej pozycji: Krew snajperów. Po kilkuletniej przerwie 7 września 2022 roku, autor opublikował psychologiczno -  filozoficzny thriller Trzech Gości w Łódce Plus Wampir. Wszystkie książki Krzysztofa Kotowskiego zostały wydane także w formie audiobooków w interpretacji Filipa Kosiora, Marcina Popczyńskiego oraz Laury Breszki. 
Pisarz wydał również tomik wierszy Dwa oddechy samotności.

## Powieści
- 2003: Zygzak – Wydawnictwo REBIS, Poznań ; Wydawnictwo Świat Książki – Bertelsmann, Warszawa
- 2004: Japońskie cięcie – Wydawnictwo REBIS, Poznań; Wydawnictwo CAT BOOK, Warszawa
- 2005: Marika – Wydawnictwo Świat Książki – Bertelsmann; Wydawnictwo CAT BOOK, Warszawa
- 2006: Serwal – Wydawnictwo Świat Książki – Bertelsmann, Warszawa
- 2008: Kapłan – Wydawnictwo CAT BOOK, Warszawa
- 2009: Obława – Wydawnictwo CAT BOOK, Warszawa
- 2009: Niepamięć – Wydawnictwo CAT BOOK, Warszawa
- 2010: Modlitwa do Boga Złego – Wydawnictwo CAT BOOK, Warszawa
- 2011: Dwa oddechy samotności – tomik poetycki – POMERIUM, Warszawa
- 2011: Krew na placu Lalek – Wydawnictwo Prószyński i S-ka, Warszawa
- 2012: Czas czarnych luster – Wydawnictwo Buchmann – Warszawa
- 2013: Święto świateł – Wydawnictwo Prószyński i S-ka, Warszawa
- 2015: Cel za horyzontem. Opowieści żołnierza Grom-u (współautor książki – Karol K. Soyka) – Wydawnictwo Czarne, Gorlice
- 2017: Krew snajperów. Opowieści żołnierza Grom-u (współautor książki – Karol K. Soyka) – Wydawnictwo Czarne, Gorlice
- 2022: Trzech Gości w Łódce Plus Wampir – Wydawnictwo 5Why Promotion, Warszawa